# Islote de Cima
El Islote de Cima (en portugués: Ilhéu de Cima) es un islote portugués a menos de 380 metros al sureste de la isla de Porto Santo, en la Región Autónoma de Madera. El punto más alto mide 111 m. Es un islote rocoso, con una área de 32 hectáreas, cubierto por arbustos y flora costera de la Macaronesia, razón por la cual se encuentra protegido por el PDM, por la Red Natura 2000 y es, además, parte integrante del parque natural de Madera.
Es también conocido por Ilhéu del Farol, ya que se encuentra en este espacio geográfico el Faro del Islote de Cima, un faro muy importante debido a que es el primero que observan las embarcaciones provenientes de Europa.
No debe confundirse con otro lugar llamado «Islote de Cima», en el Archipiélago de Cabo Verde. 